# Condeellum crucis
Condeellum crucis är en urinsektsart som beskrevs av Sören Ludvig Paul Tuxen och Imadaté 1975. Condeellum crucis ingår i släktet Condeellum och familjen Protentomidae. Inga underarter finns listade i Catalogue of Life.